# Єльникова Галина Василівна
Єльникова Галина Василівна (нар. 1 листопада 1944) — доктор педагогічних наук, професор, завідувач кафедри менеджменту, професор Української інженерно-педагогічної академії, голова Громадської організації "Школа адаптивного управління соціально-педагогічними системами"

## Біографія
Народилася 1 листопада 1944 року в місті Казань (Татарстан, Російська Федерація).
У 1962 році закінчила Харківський хіміко-механічний технікум за спеціальністю «Аналітична хімія» й протягом п'яти років працювала техніком-хіміком на виробництві, лаборантом кафедри «Аналітична хімія» Харківського політехнічного інституту.
У 1975 році закінчила Харківський державний педагогічний інститут імені Г. С. Сковороди, працювала учителем хімії і біології, заступником директора з навчально-виховної роботи, директором в загальноосвітніх навчальних закладах.
У 1978 році опублікована перше самостійне наукове дослідження.
З 1980 по 1992 роки працювала старшим викладачем кафедри педагогіки; доцентом, а потім завідувачем кафедри наукових основ управління школою; проректором з навчальної роботи Харківського державного педагогічного інституту імені Г. С. Сковороди.
У 1992−1994 роках була першим заступником начальника управління освіти Харківської обласної державної адміністрації, одночасно очолювала Всеукраїнський проект з атестації загальноосвітніх навчальних закладів.
У 1994−1996 роках працювала ректором Харківського обласного інституту неперервної освіти педагогічних працівників.
У 1996–1999 роках проходила докторантуру при Українському інституті підвищення кваліфікації керівних кадрів освіти (згодом — Державна академія керівних кадрів освіти). Під час навчання здійснювала наукове керівництво Українсько-Британським проектом з атестації загальноосвітніх навчальних закладів.
Після закінчення докторантури працювала деканом факультету підвищення кваліфікації; професором, а потім завідувачем кафедри менеджменту освіти, економіки та маркетингу Центрального інституту післядипломної педагогічної освіти АПН України (ЦІППО — правонаступник ДАККО).
З листопада 2008 р. — декан факультету менеджменту та психології ДВНЗ «Університет менеджменту освіти» Академії педагогічних наук України (УМО − правонаступник ЦІППО) і керівник наукової теми «Теоретико-методичні основи підготовки керівників до оцінювання результатів діяльності загальноосвітнього навчального закладу».
З травня 2011 року — заступник директора з наукової роботи Інституту професійно-технічної освіти Національної академії педагогічних наук України, а з жовтня 2013 р. — головний науковий співробітник лабораторії управління ПТО зазначеного інституту та вчений секретар спеціалізованої вченої ради за спеціальністю 13.00.04 — Теорія і методика професійної освіти.
З січня 2016 року — завідувач кафедри менеджменту Української інженерно-педагогічної академії (uipa.edu.ua) по теперішній час.
У травні 2016 року створено Громадську організацію "Школа адаптивного управління соціально-педагогічними системами", яка є осередком Наукової школи професора Г.В. Єльникової (http://adaptive.org.ua/ [Архівовано 12 серпня 2020 у Wayback Machine.]). За ініціативою Наукової школи у співзасновництві з Українською інженерно-педагогічною академією виходить у світ періодичне електронне наукове фахове видання "Адаптине управління: теорія і практика" [Архівовано 3 лютого 2019 у Wayback Machine.] у двох серіях "Педагогіка"  і "Економіка", де проф. Г. Єльникова є головним редактором.

## Наукова діяльність
У 1984 р. захистила кандидатську дисертацію на тему «Совершенствование контроля и учета знаний учащихся средней школы», з 1986 р. має вчене звання доцента кафедри наукових основ управління школою.
У травні 2005 р. захистила докторську дисертацію на тему «Наукові основи адаптивного управління закладами та установами загальної середньої освіти». У січні 2006 р. отримала атестат професора кафедри менеджменту освіти.
Під керівництвом Єльникової Г. В. захищені 14 дисертаційних досліджень з різних питань адаптивного управління в системі ЗСО та ПТО на здобуття вченого ступеня кандидата педагогічних наук та 3 дисертації на здобуття вченого ступеня доктора педагогічних наук. Всі роботи довели практичну цінність адаптивного управління й доцільність його впровадження на різних рівнях регіональної системи загальної середньої, професійно-технічної та вищої освіти в сучасних умовах.
Єльникова Г. В. здійснює наукове керівництво темою «Кваліфікаційні вимоги до професійної діяльності педагогічних працівників» у межах проекту Світового банку «Рівний доступ до якісної освіти в Україні».
З 2011 року Галина Василівна працює над поширенням досліджень з адаптивного управління на сферу професійно-технічної освіти (ПТО). За цей час вона взяла участь у 25 наукових масових заходах (міжнародні і всеукраїнські конференції, семінари, міжнародні проекти тощо) та отримала два дипломи Національної академії педагогічних наук України і Міністерства освіти і науки України за особистий внесок у розвиток освітніх інновацій у професійно-технічній освіті; взяла участь у наукових дослідженнях з питань управління ПТО, впровадження електронних підручників у навчальний процес професійно-технічних навчальних закладів (ПТНЗ), професійного навчання на виробництві, атестації ПТНЗ тощо.
Її наукові інтереси розповсюджуються на проблеми формування ключових компетентностей та професійної компетентності майбутніх фахівців робітничої сфери, організації виробничого навчання у вищих професійних училищах, управління багатопрофільним ПТНЗ, розвитку педагогічної взаємодії учасників навчально-виховного процесу тощо.
За вказаний період вченою підготовлені такі публікації: матеріали до розділів монографій «Управління розвитком ПТО в сучасних умовах: теорія і практика», «Вплив трансформації ринкової економіки на управління розвитком професійно-технічної освіти»; статті − Методологічні засади цілеспрямованих перетворень в управлінні розвитком професійно-технічної освіти; Індикативне оцінювання готовності освітніх систем до введення профільного навчання; Адаптивне управління професійно-технічною освітою в сучасних умовах; Оцінювання змісту електронних підручників та умов їх використання в навчальному процесі; Дистанційне навчання кваліфікованих робітників як проблема професійної педагогіки.
Підготовка наукових кадрів (кандидатів і докторів наук):
1. Касьянова О.М. Педагогічний аналіз навчального процесу в загальноосвітній школі як засіб підвищення його ефективності : дис. ... канд. пед. наук : 13.00.01 / Касьянова Олена Миколаївна. – К., 2000. – 198 с.
2. Борова Т.А. [Архівовано 29 вересня 2018 у Wayback Machine.] Самокорекція процесу засвоєння знань учнями основної школи : дис. ... канд. пед. наук : 13.00.01 / Борова Тетяна Анатоліївна. – К., 2001. – 195 с.; Борова Т.А. Теоретичні і методичні засади адаптивного управління професійним розвитком науково-педагогічних працівників вищого навчального закладу : дис. ... д-ра пед. наук : 13.00.06 / Борова Тетяна Анатоліївна. – К., 2012. – 488 с.
3. Лунячек В.Е [Архівовано 29 вересня 2018 у Wayback Machine.]. Управління загальноосвітнім навчальним закладом з використанням комп’ютерних технологій : дис. ... канд. пед. наук : 13.00.01 / Лунячек Вадим Едуардович. – К., 2002. – 305 с.
4. Полякова Г.А. [Архівовано 29 вересня 2018 у Wayback Machine.] Адаптивне управління навчальним процесом в умовах загальноосвітнього комплексу : дис. ... канд. пед. наук : 13.00.01 / Полякова Ганна Анатоліївна. – К., 2003. – 252 с.
5. Петров В.Ф. Інформаційне забезпечення управління загальною середньою освітою в регіоні : дис. ... канд. пед. наук : 13.00.01 / Петров Валерій Федорович. – К., 2004. – 207 с.
6. Медведь В.В. Розвиток управлінської культури в професійно-технічному навчальному закладі : дис. ... канд. пед. наук : 13.00.01 / Медведь Валерій Володимирович. – К., 2006. – 290 с.
7. Сухович Г.А. [Архівовано 29 вересня 2018 у Wayback Machine.] Моніторинг розвитку загальноосвітнього навчального закладу на основі комп’ютерних технологій : дис. ... канд. пед. наук : 13.00.06 / Сухович Георгій Анатолійович. – К., 2008. – 203 с.
8. Зубя’к Р.М [Архівовано 29 вересня 2018 у Wayback Machine.]. Управління якістю підвищення кваліфікації керівників загальноосвітніх навчальних закладів сільської місцевості : дис. ... канд. пед. наук :  13.00.06 / Зубя’к Роман Миколайович. – К., 2010. – 282 с.
9. Лапшина І.С. Організаційно-педагогічні умови моніторингових досліджень в управлінні загальною середньою освітою району : дис. ... канд. пед. наук : 13.00.06 / Лапшина Ірина Сергіївна. – К., 2010. – 236 с.
10. Касьянова О.М. Педагогічна експертиза розвитку загальної середньої освіти регіону : теоретичний і технологічний аспекти : дис. ... д-ра. пед. наук : 13.00.06 / Касьянова Олена Миколаївна. – К., 2012. – 460 с.
11. Кретович С.С. Наукові засади моніторингу розвитку вищого навчального закладу І-ІІ рівня акредитації : дис. ... канд. пед. наук : 13.00.06 / Кретович Світлана Сергіївна. – К., 2012. – 355 с.
12. Кравченко Г.Ю. [Архівовано 29 вересня 2018 у Wayback Machine.] Адаптивне управління кафедрою в системі післядипломної педагогічної освіти :  дис. ... д-ра. пед. наук
13. Кравець С.Г.[недоступне посилання з серпня 2019] Формування ключових компетентностей майбутніх фахівців ресторанного сервісу у вищих професійних училищах : дис. ... канд. пед. наук : 13.00.04 /
14. Загіка О.О.  Формування професійної компетентності майбутніх агентів з постачання в професійно-технічних навчальних закладах: дис. ... канд. пед. наук : 13.00.04 / Згіка Олена Олегівна; Ін-т ПТО НАПН України, 2015.
15. Слободяник О.В. [Архівовано 29 вересня 2018 у Wayback Machine.] Педагогічні умови організації виробничого навчання майбутніх столярів-будівельників у вищих професійних училищах: дис. ... канд. пед. наук : 13.00.04 / Слободяник Олександр Васильович ; Укр. інж.-пед. акад. - Харків, 2016.
16. Ульянова В.С [Архівовано 23 березня 2022 у Wayback Machine.]. Теоретичні і методичні засади адаптивного управління якістю музичної освіти у вищому педагогічному навчальному закладі : дис. ... д-ра пед. наук : 13.00.06 / Ульянова Вікторія Станіславівна ; Держ. закл. "Луган. нац. ун-т ім. Тараса Шевченка". - Старобільськ, 2016.
17. Ростока М.Л. [Архівовано 29 вересня 2018 у Wayback Machine.] Педагогічні умови формування професійної компетентності майбутніх обліковців з реєстрації бухгалтерських даних: дис. ... канд. пед. наук : 13.00.04 / Ростока Марина Львівна ; Укр. інж.-пед. акад. - Харків, 2017. - 350 с. [Архівовано 30 вересня 2018 у Wayback Machine.]

### Напрям наукового дослідження: цілеорієнтовані адаптивні процеси в соціально-педагогічних системах.
У межах цього напряму досліджуються закономірності, принципи, механізми адаптивного управління, в тому числі зміст, форми, методи, технологія освітнього моніторингу.
Нині учасниками школи адаптивного управління проводяться дослідження на різних щаблях освітньої системи України. Розглядаються питання адаптивного управління дошкільними, позашкільними, загальноосвітніми та професійно-технічними навчальними закладами, закладами вищої освіти різного рівня акредитації тощо. Розширюються межі адаптивного управління як методологічної основи для різновидів управління на громадсько спрямованих засадах.
Єльникова Г. В. керувала напрямом експериментальної роботи в УМО з підготовки керівників до оцінювання результатів діяльності педагогічних працівників та загальноосвітніх навчальних закладів. Основною метою проекту є розробка науково обґрунтованої системи оцінювання результатів педагогічної діяльності учителів, керівників та діяльності загальноосвітнього навчального закладу на районному (міському) і шкільному рівнях. У ході виконання цього проекту набуває подальшого розвитку технологія та інструментарій адаптивного управління, що розробляються на кваліметричних засадах.
У сфері професійно-технічної освіти Галина Василівна бере участь у міжнародному проекті «Twining» − розроблення та впровадження системи критеріїв забезпечення якості професійно-технічної освіти; та у роботі науково-експертної ради Державної інспекції навчальних закладів України − розроблення кваліметричного інструментарію для атестації ПТНЗ.

### Досягнення з напряму «Менеджмент».
Розроблені теоретичні основи адаптивного управління, що складаються з
- визначення сутності адаптивного управління, його ознак, місця серед інших типів і видів управління;
- концепції наскрізно-адаптивного управління загальною середньою освітою в регіоні;
- теоретичних засад освітнього моніторингу як механізму адаптивного управління;
- теоретичних відомостей щодо розробки базових кваліметричних моделей діяльності як інструментарію адаптивного управління.

## Основні наукові праці
1. Освітній моніторинг в управлінні загальною середньою освітою // Наша школа: науково-методичний журнал Одеса: Астропринт. - № 4. — 2000. — С. 33-37;
2. Управління навчальним закладом: Навчально-тематичний план і програма для підготовки та підвищення кваліфікації керівника освітнього закладу в системі післядипломної освіти. — К.: ЦІППО АПН України, 2000. — 24 с.;
3. Основи адаптивного управління: Курс лекцій. — Київ: ЦІППО АПН України, 2003. — 133 с.;
4. Підготовка керівників шкіл до адаптивного управління // Підготовка керівника середнього закладу освіти: Навчальний посібник / За ред. Л. І. Даниленко. — К.: Міленіум, 2004. — С. 133-141.;
5. Управлінська компетентність К.: Ред загальнопед. газ, 2005. — 128 с. Розділ IV. Модернізація та оцінка управлінської діяльності керівника загальноосвітнього навчального закладу / Підготовка керівника навчального закладу до управлінської діяльності в ринкових умовах: Навч. Посібник /Чміль А. І., Маслов В. І., Дмитренко Г. А., Єльникова Г. В., Федоров Г. В. / За ред.. А. І. Чміля. − К.:Логос, 2006. — 128 с. — С. 94-123.;
6. Моніторинг розвитку громадсько активної школи // Післядипломна освіта в Україні. — 2006. — № 2. — С. 63-66.;
7. Організація та розбудова громадсько активної школи як осередку розвитку громади: Навч.-метод. посібник // За заг. ред. Г.Єльникової, авт.кол. Г.Єльникова, Л.Даниленко, Н.Клокар, Т.Сорочан, Н.Софій, М.Ворон.  Всеукраїнський фонд «Крок за кроком». — К.:СПД-ФО Парашин К. С. — 2007. — 172 с.;
8. Оцінювання якості освіти в загальноосвітньому навчальному закладі на основі проведення моніторингових процедур // Практика управління закладом освіти. — 2008. — № 8. — С. 20-30.;
9. Використання кваліметричних моделей діяльності учасників освітнього процесу на рівні загальноосвітнього навчального закладу //Єдине інформаційне середовище навчального закладу в контексті стратегічного управління освітою в Україні /Матеріали міжнародної науково-практичної конференції. — К.: УМО АПН України, 2008. — С. 56-60.;
10. Перспективні підходи до управління освітніми системами на адаптивній основі // Імідж сучасного педагога. — 2009. − № 8−9 (97-98). — С. 3−7.;
11. Адаптивне управління: сутність, характеристика, моніторингові системи: Кол. монографія /Г. В. Єльникова, Т. А. Борова, О. М. Касьянова, Г. А. Полякова та ін. /За загальною редакцією Г. В. Єльникової. — Чернівці: Технодрук, 2009. — 572 с.;
12. Теоретико-методичні основи підготовки керівників до оцінювання результатів діяльності загальноосвітнього навчального закладу: монографія / [Єльникова .В., Куценко В. І., Маслов В. І. та ін.]; за ред. Г. В. Єльникової. − К.: УМО, 2012. − 240 с.
13. Децентралізація управління професійно-технічною освітою: монографія / В. І. Свистун, Д. Д. Айстраханов, Г. В. Єльникова, Є. В. Кулик та ін. — К.: Педагогічна думка, 2012. — 356 с.;
14. Взаємодія суб'єктів управління професійно-технічною освітою: теорія і практика: монографія / В. І. Свистун, В. С. Болгаріна, В. А. Григор'єва, Г. В. Єльникова та ін. — К.: Педагогічна думка, 2012. — 303 с.
15. Адаптивне управління: прикладний аспект, поширення в освітній системі України: кол. монографія / Г.В. Єльникова, І.С. Лапшина, Л.П. Коробович, В.В. Медведь та ін. / За заг. ред. Г.В. Єльникової. Тернопіль: Крок, 2015. - 420 с.
16. Адаптивне управління розвитком професійної освіти: Колективна монографія. Г. В. Єльникова, О. О. Загіка, Г. Ю. Кравченко, І. С. Лапши-на, Г. І. Лукьяненко, В. Е. Лунячек, Г. А. Полякова, В. С. Ульянова, Л. І. Фесік та ін. / За заг. та наук. редакцією Г. В. Єльникової. – Павлоград: ІМА-прес, 2016. – 248 с.
17. Адаптивне управління: міжгалузеві зв’язки, науково-прикладний аспект: Кол. Монографія / Г. В. Єльникова, Т. А. Борова, З. В. Рябова та ін./ За заг. і наук. ред. Г. В. Єльникової. – Х.: Мачулін, 2017. – 440 с.